# Ellen Fährmann
Ellen Fährmann (* 1964) ist eine deutsche Politikerin (CDU) und seit 2024 Mitglied des Landtags Brandenburg.

## Leben
Fährmann erlernte von 1981 bis 1984 im Fachschulstudium an der Humboldt-Universität zu Berlin den Beruf der Fachkrankenschwester. 1993 gründete sie ein Pflegedienstunternehmen.
Zwischen 2003 und 2005 wirkte sie als Heimleiterin im Sozialmanagement. Ab 2012 war sie als Pflegesachverständige und Gutachterin für Sozialgerichte tätig, wirkte in Projekten zur Verbesserung und Entbürokratisierung der Pflege mit, war Dozentin in Seminaren zur Weiterbildung von Pflegekräften und verfasste praktische Leitfäden.
Ab März 2024 leitete sie ein Pflegeheim für Senioren. Fährmann ist darüber hinaus Mitglied im Bundesverband privater Anbieter sozialer Dienste und brandenburgische Landesvorsitzende.
Fährmann ist verheiratet, hat drei Kinder und lebt in Fredersdorf (Zichow) in der Uckermark.

## Politischer Werdegang
Fährmann trat schon zu DDR-Zeiten der CDU der DDR bei. Sie ist heute Mitglied im CDU-Kreisvorstand Uckermark, wurde dort im Juni 2024 in die Kreistag gewählt und führt den Fraktionsvorsitz.
Bei der Landtagswahl in Brandenburg 2024 kandidierte sie für das Direktmandat im Wahlkreis Uckermark I, unterlag jedoch dem Bewerber der AfD. Über Listenplatz 12 der Landesliste der CDU gelang ihr der Einzug in den Landtag Brandenburg.

## Publikationen
- (mit Sabine Hindrichs) Alternativen zu freiheitsentziehenden Maßnahmen. Walhalla und Praetoria, Regensburg 2016, ISBN 3-8029-7536-7.
- (mit Sabine Hindrichs) Praxisleitfaden: Bewegungs- und freiheitsbeschränkende Maßnahmen vermeiden. Walhalla und Praetoria, Regensburg 2018, ISBN 3-8029-7566-9.